# Fritz von der Lancken
Fritz von der Lancken (* 21. Juni 1890 in Diedenhofen; † 29. September 1944 in Berlin-Plötzensee) war ein deutscher Reserveoffizier und Widerstandskämpfer des 20. Juli 1944.

## Leben
Fritz von der Lancken leitete seit 1932 in Potsdam ein Internat für Jungen aus Adels- und Gutsbesitzerfamilien in der Villa Rohn, Marienstraße 26 (heute Gregor-Mendel-Straße). 1941 erwarb er die Villa, in der er auch wohnte.
Im Zweiten Weltkrieg wurde der Oberstleutnant der Reserve im Oberkommando des Heeres beim Allgemeinen Heeresamt als Adjutant des Generals Friedrich Olbricht eingesetzt. Dort war in den Jahren 1943 und 1944 unter anderem auch Claus Schenk Graf von Stauffenberg als Chef des Stabes tätig.
Die Villa Rohn diente oft als Ort konspirativer Treffen und war auch zeitweise Versteck für den Sprengstoff, den Stauffenberg beim Attentat verwendete.
Am 20. Juli 1944 bewachte von der Lancken im Bendlerblock zeitweise den festgesetzten Wehrkreiskommandanten des Wehrkreises III, General Joachim von Kortzfleisch. Nach der Niederschlagung des Aufstandes wurde er selbst verhaftet. Am 14. August folgte die Entlassung aus der Wehrmacht durch den Ehrenhof, wodurch das Reichskriegsgericht für die Aburteilung nicht mehr zuständig war. Am 28. und 29. September 1944 fand die Verhandlung vor dem Volksgerichtshof unter dessen Präsidenten Roland Freisler statt. Am 29. September wurde Fritz von der Lancken zum Tode verurteilt und noch am gleichen Tag in Plötzensee erhängt. Eine Inschrift am Grabmal von der Lancken-Wallis auf dem Invalidenfriedhof Berlin erinnert an Fritz von der Lancken.

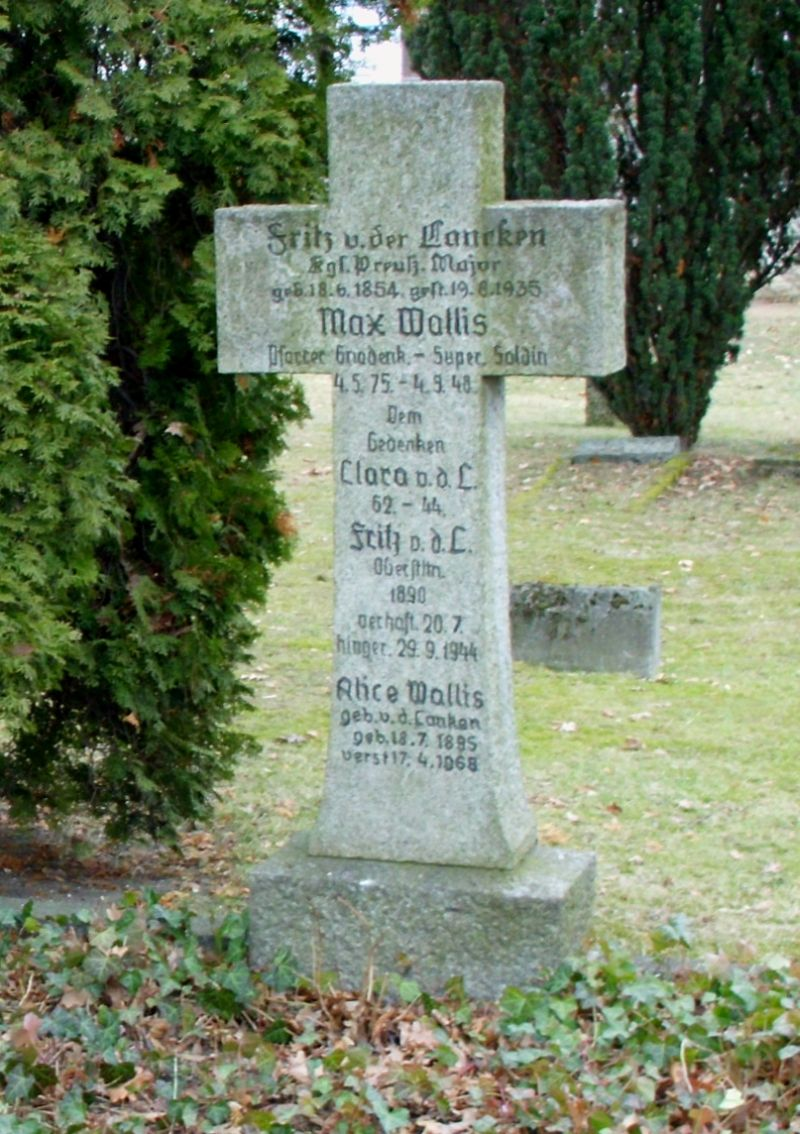
Grab der Familien von der Lancken und Wallis mit Inschrift zum Gedenken an Fritz v.d. Lancken auf dem Invalidenfriedhof Berlin (Zustand 2013)

Fritz von der Lancken war verheiratet und hatte drei Töchter.